# アエロメクスプレス
アエロメクスプレス（Aeromexpress）はメキシコの貨物航空会社。メキシコシティに本社を置くメキシコ最大の航空会社アエロメヒコ航空の子会社である。一般貨物のほか生鮮品、印刷物、動植物、芸術品、証券など幅広く扱っている。

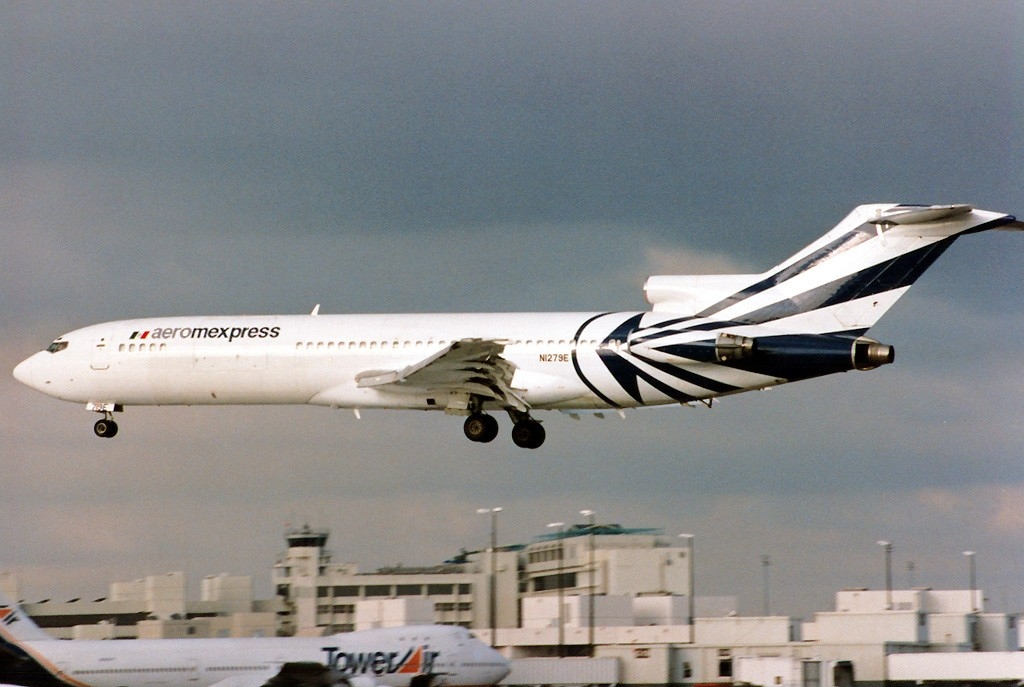
ボーイング727-200F

## 概要
アエロメクスプレスは1990年に設立され、1994年6月より営業を始めた。親会社であるアエロメヒコ航空の貨物管理が主な業務であるが、同時にもうひとつのメキシコの主要航空会社であるメキシカーナ航空の貨物管理の補助も行っている。アエロメヒコ航空の親会社であるConsorcio Aeroméxicoが株式の99.99％を保有している。主にアエロメヒコ機やメキシカーナ機の貨物室を使って貨物空輸サービスを展開しており、自社の貨物専用機によるサービスはない。
国際線では生きている動物や遺体など特殊な貨物を除き、出発時刻の4時間前に積荷を受け付け到着後4時間以内に荷物が届くというエクスプレスサービスを行っている。

## 就航都市・保有機材
アエロメヒコ航空やメキシカーナ航空の就航都市・保有機材と一致する。
なお、日本便ではアエロメヒコ航空が東京⇔ティフアナ⇔メキシコシティ線を週3便で運航している。